# Holoparamecus caularum
Holoparamecus caularum là một loài bọ cánh cứng trong họ Endomychidae. Loài này được Aubé miêu tả khoa học năm 1843.